# مملكة تونس
مملكة تونس أو المملكة التونسية كانت دولة قصيرة العمر تأسست كملكية في 20 مارس 1956 بعد حصول تونس على الاستقلال ونهاية فترة الحماية الفرنسية. ظهرت لمدة سنة وخمسة أشهر في فترة ما بين 20 مارس 1956 يوم إعلان الاستقلال حتى 25 يوليو 1957 يوم إعلان الجمهورية. باي تونس محمد الأمين باي (المعروف أيضًا باسم محمد الثامن الأمين) مع رئيس وزرائه الحبيب بورقيبة.
في 25 يوليو 1957، ألغي النظام الملكي وانتهى عهد البايات رسميًا وأصبحت تونس جمهورية. ثم عين المجلس القومي التأسيسي الحبيب بورقيبة رئيسا للدولة إلى حين إجراء إنتخابات والتي فاز فيها بالفعل.

## التاريخ
انتصرت الحركة الوطنية التونسية، التي استمرت عدة عقود، حيث أنهت فترة الحماية الفرنسية التي بدأت عام 1881. في عام 1954، أدت المعارك والاضطرابات المدنية التونسية إلى بدء مفاوضات للحكم الذاتي بين فرنسا والحزب الحر الدستوري الجديد. برئاسة الحبيب بورقيبة، بدعم من النقابات العمالية التونسية وجامعة الدول العربية. نصت اتفاقية أبريل 1955 على أن تحافظ فرنسا على سيطرتها على الجيش والسياسة الخارجية مع ضمان الاستقلال الذاتي للبلاد. بعد ذلك أطلق الفرنسيون سراح بورقيبة من السجن وقوبل بترحيب صاخب. ومع ذلك، أدى هذا الحل الوسط إلى تقسيم الحزب الحر الدستوري الجديد، مما أدى في النهاية إلى قمع جناح أقصى اليسار وطرد الزعيم العربي الراديكالي صالح بن يوسف، الذي فر بعد ذلك إلى مصر. يشير هذا القرار إلى أن الحزب سيتبع خطاً سياسياً أكثر اعتدالاً. في غضون ذلك، أنهت فرنسا حمايتها على المغرب، لتتمكن من تركيز قواتها في الجزائر. رداً على ذلك، تبعاً للرأي العام للتونسيين، دعا بورقيبة من أجل الاستقلال. بعد أن تغلبت فرنسا على الاعتراضات القوية للمستعمرين الفرنسيين في البلاد، قررت أخيرًا تم قبول الاستقلال ووضعت البروتوكولات. في 20 مارس 1956، حصلت تونس على السيادة الكاملة. في 12 نوفمبر 1956 انضمت تونس إلى الأمم المتحدة.
كانت فرنسا تصور تونس المستقلة كملكية يقودها باي تونس محمد الأمين باي (المعروف أيضًا باسم محمد الثامن الأمين). كان الباي السابق، محمد المنصف باي قوميًا شعبيًا، على العكس من ذلك، اعتبر البعض محمد الأمين باي مرتبطًا جدًا بفرنسا، بينما اعتبره البعض الآخر مناصرًا لليهود. وقد أجريت الانتخابات المقررة بالفعل في 25 مارس 1956. بسبب الاتفاقات السرية التي تفاوض عليها بورقيبة مع الباي، كان بإمكان الناخبين اختيار القوائم الحزبية فقط، وليس المرشحين. سهّلت هذه الأحكام على الحزب الحر الدستوري الجديد تنفير الشباب والمعارضين الآخرين، والحفاظ على الانضباط الحزبي. شهدت الانتخابات المطالبة بميزة الحزب، وأصبح الحبيب بورقيبة رئيسًا للوزراء. في 25 يوليو 1957، ألغي النظام الملكي وانتهى عهد البايات رسميًا وأصبحت تونس جمهورية. ثم عين المجلس القومي التأسيسي الحبيب بورقيبة رئيسا للدولة إلى حين إجراء إنتخابات والتي فاز فيها بالفعل.

## التقسيمات
تم وضع نظام المحافظات بموجب المرسوم الصادر في 21 يونيو 1956 من قبل رئيس وزراء المملكة التونسية الحبيب بورقيبة. نظم هذا الأخير الإدارة الإقليمية، التي كان يضطلع بها من الآن فصاعدا المحافظون والأمناء العامون والمندوبون. القانون الإطاري، الذي تم تبنيه وفقًا لذلك، يلغي المناصب التالية:
- 38 شيخ قبيلة في مناصبهم بما في ذلك شيخ مدينة تونس.
- 49 كاهية في المنصب وخمسة في الزيادة.
- 77 خليفة نشط و 18 في الزيادة.

يتم اختيار هيئة المحافظين التي تتولى سلطات كايدال من بين المديرين التنفيذيين في الحزب الحر الدستوري الجديد. تم تفكيك المخزن، المكون من عائلات كانت تسيطر على الإدارة الإقليمية. لتبرير القرار، أعلن رئيس الوزراء الحبيب بورقيبة، أمام مجلس الحزب الحر الدستوري الجديد، في 23 يونيو 1956:
| مملكة تونس | شعرنا بضرورة تنقية هذه الأطر لضمان التعاون القائم على الاحترام المتبادل بين الدولة المتمثلة في ممثليها والشعب الذي يجب أن يحترمهم، ليسوا عملاء الاستعمار، بل خدام المصلحة العامة. غالبية المديرين التنفيذيين الذين تأثروا بالتطهير، كانت الضربة قاسية. بعضهم يعاني بشدة. لكننا كنا في ضرورة لا مفر منها | مملكة تونس |

نشأت أربع عشرة ولاية بعد الاستقلال وهي:
- ولاية باجة
- ولاية بنزرت
- ولاية قابس
- ولاية قفصة
- ولاية جندوبة
- ولاية القيروان
- ولاية القصرين
- ولاية الكاف
- ولاية مدنين
- ولاية نابل
- ولاية صفاقس
- ولاية سوسة
- ولاية توزر
- ولاية تونس

## إصلاحات المملكة
أجرى رئيس الوزراء الحبيب بورقيبة، منذ الأشهر الأولى للاستقلال، إصلاحات جذرية في المجتمع التونسي. في 13 أغسطس 1956 أصدر مجلة الأحوال الشخصية الني تحظر تعدد الزوجات ويفوض المحاكم بالنظر في قضايا الطلاق بينما تم حل الأوقاف وتوحيد القضاء.
على الصعيد الإداري، في أبريل 1956، ألغيت القبائل واستبدلت بـ 14 ولاية. في نفس الشهر، تم إرسال الجيش الوطني، وقبل ذلك، في أبريل 1956، أصبح الأمن تحت القيادة التونسية. كما بذلت الحكومة جهودًا حثيثة لتهدئة هياكل الدولة. كما أصدر أمرًا في 31 مايو 1956 يقضي بوقف الامتيازات المالية التي كانت تُصرف على أفراد العائلة المالكة.
في 21 يونيو من العام نفسه، صدر أمر بتغيير شعار المملكة التونسية، وبموجبه تم حذف جميع الإشارات إلى السلالة الحسينية. في 3 أغسطس 1956، صدر أمر آخر بنقل السلطات التنفيذية من الملك إلى رئيس وزرائه. كما تم استبدال الحرس الملكي بوحدة الجيش الوطني التونسي المشكل حديثًا.
وتأكيدًا على ذلك، عمل على تقليل نفوذ الملك تدريجيًا، الذي لم يبق في النهاية سوى الجلوس على العرش وممارسة الوظائف الاحتفالية وجزء صغير من السلطة التشريعية، مثل وضع ختمه والتوقيع عليه. الأوامر والقرارات والمراسيم التي يعرضها عليه رئيس وزرائه كل يوم خميس، والتي أدت إلى إقامة ملكية برلمانية على غرار الملكية البريطانية.

## إعلان الجمهورية

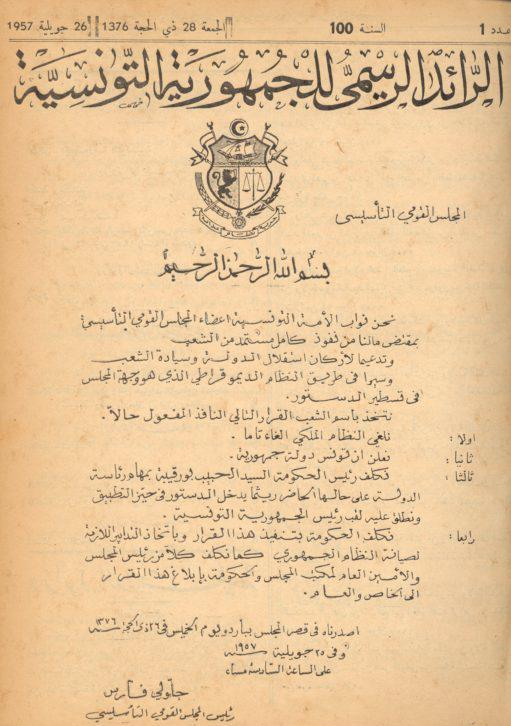
نص إعلان الجمهورية كما ظهر في الرائد الرسمي للجمهورية التونسية.

سعى الحبيب بورقيبة، منذ عودته من فرنسا وإبرام اتفاقيات الاستقلال الداخلية عام 1955، إلى طمأنة أفراد العائلة المالكة وسفراء القوى العظمى المعتمدين لدى تونس بأنه سيتم اعتماد ملكية دستورية. من ناحية أخرى، كان يلمح إليها ببعض الإشارات المضادة، على غرار ما ورد في خطابه الافتتاحي في المجلس القومي التأسيسي في 8 أبريل 1956، حيث أشاد بمحمد المنصف باي، معترفًا بأنه جمهوري قوي.
في 15 يوليو 1957 فرضت قوات الأمن حارسا على القصر الملكي ومنعت الدخول والخروج منه. كما فرضت الشرطة مراقبة على جميع الطرق المؤدية إلى القصر الملكي. في 18 يوليو، شن بورقيبة هجومًا على العائلة المالكة، مع التركيز على ازدرائهم للقانون. وفي اليوم التالي، اعتقلت الشرطة النجل الأصغر للملك الأمير صلاح الدين (32 عاما) وسجن في السجن المدني بتونس العاصمة. ثم التقى رئيس الوزراء بورقيبة ووزير الخارجية في 23 يوليو مع سفراء تونس في باريس، واشنطن، القاهرة، روما، لندن، مدريد والرباط، مستفسرين عن ردود الفعل المتوقعة من هذه الدول في حالة خلع الملك. يبدو أن هؤلاء الدبلوماسيين نصحوا بورقيبة بالسعي إلى الاعتدال. وأبلغ السفير التونسي بالرباط الحاضرين أن مثل هذا العمل سيُنظر إليه بالريبة في المغرب وقد يقابل بالرفض بسبب الصداقة بين العائلات المالكة التونسية والمغربية.
وفي مساء يوم 23 يوليو، قرر المكتب السياسي للحزب الحر الدستور الجديد دعوة المجلس القومي التأسيسي للانعقاد في 25 يوليو للنظر في شكل الدولة، وعهد إليه ضمنيًا بمهمة إعلان الجمهورية. وفي يوم الجلسة، تمت دعوة وسائل الإعلام التونسية والأجنبية، بما في ذلك الصحافة الإذاعية والمكتوبة، لحضور الفعاليات، بالإضافة إلى دعوة السلك الدبلوماسي. في التاسعة والنصف صباحًا، افتتح المجلس القومي التأسيسي أعماله. منذ البداية، حدد المتحدث موضوع الجلسة بالقول إن جدول الأعمال فيها هو النظر في شكل الدولة. بعد استدعاء النواب، ركزت المداخلات على ضرورة تحديد شكل الدولة، وإبراز عيوب الملكية، والدعوة للجمهورية كنظام جديد للدولة.
عند الساعة السادسة مساء، صوّت النواب بالإجماع على تأسيس الجمهورية. وهكذا، ألغى النظام الملكي بقرار من المجلس القومي التأسيسي المنتخب وانتهى النظام الملكي، وتم إعلان الجمهورية التونسية. ثم عين المجلس الحبيب بورقيبة أول رئيس للجمهورية.

### نص إعلان الجمهورية
| مملكة تونس | بسم الله الرحمان الرحيم نحن نواب الأمة التونسية أعضاء المجلس القومي التأسيسي، بمقتضى ما لنا من نفوذ كامل مستمد من الشعب، وتدعيما لأركان استقلال الدولة وسيادة الشعب، وسيرا في طريق النظام الديمقراطي الذي هو وجهة المجلس في تسطير الدستور، نتخذ باسم الشعب القرار التالي النافذ المفعول حالا: أولا : نلغي النظام الملكي إلغاء تاما. ثانيا : نعلن أن تونس دولة جمهورية ثالثا : نكلف رئيس الحكومة السيد الحبيب بورقيبة بمهام رئاسة الدولة على حالها الحاضر ريثما يدخل الدستور في حيز التطبيق ونطلق عليه لقب رئيس الجمهورية التونسية. رابعا : نكلف الحكومة بتنفيذ هذا القرار وباتخاذ التدابير اللازمة لصيانة النظام الجمهوري كما نكلف كلا من رئيس المجلس، والأمين العام لمكتب المجلس والحكومة بإبلاغ هذا القرار إلى الخاص والعام. أصدرناه في قصر المجلس بباردو يوم الخميس على الساعة السادسة مساء في 26 ذي الحجة 1376 وفي 25 جويلية 1957 الإمضاء : جلولي فارس | مملكة تونس |

## ما بعد إعلان الجمهورية
كان بورقيبة منشغلا بتحفظات ليبيا والمغرب والسعودية وبعض الدوائر الغربية على إعلان الجمهورية في تونس. وتأكيدا لذلك، غادر سفير المملكة الليبية مقر المجلس القومي التأسيسي احتجاجا على إعلان الجمهورية بموجب المعاهدة التي ربطت بين البلدين خلال زيارة دولة رئيس الوزراء الليبي مصطفى بن حليم إلى تونس في بداية عام 1957، وتوقيع بورقيبة ومصطفى بن حليم على معاهدة الأخوة والتعاون وحسن الجوار بين تونس وليبيا في 6 يناير 1957، وفي 21 فبراير من نفس العام، قام الملك سعود بن عبد العزيز آل سعود بزيارة إلى تونس ولقاء محمد الأمين باي. ودفع ذلك بورقيبة إلى تكليف وزير الخارجية بالاتصال بسفيري البلدين في تونس وطمأنتهم بمصير علاقتهم بهم.

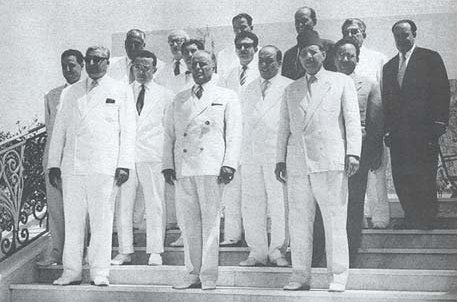
حكومة تونس بعد إعلان الجمهورية عام 1957. في الصف الأول من اليسار إلى اليمين يوجد الباهي الأدغم، الحبيب بورقيبة (رئيس الجمهورية ورئيس الوزراء) والجلولي فارس. يتواجد أيضا في الصفوف في الأعلى أحمد المستيري، البشير بن يحمد، محمود الماطري، محمد المصمودي وعبد الله فرحات.

وفي نفس يوم إعلان الجمهورية، تم تكليف وفد من عدة شخصيات لإبلاغ الباي المخلوع بمتطلبات قرار المجلس القومي التأسيسي ودعوته للانصياع له. وضم الوفد علي البلهوان (أمين عام المجلس القومي التأسيسي)، الطيب المهيري (وزير الداخلية)، أحمد المستيري (وزير العدل)، إدريس قيقة (مدير الأمن الوطني)، عبد المجيد شاكر (عضو المكتب السياسي للوزراء)، أحمد الزاوش (عمدة مدينة تونس)، التيجاني القطاري (قائد الحرس الوطني).
| مملكة تونس                          | ذهبنا إلى غرفة العرش على الفور بعد الإعلان، وجدنا محمد الأمين باي، مرتديًا جبة وقد تساقط شعره، كان واقفا دون أن ينطق بكلمة. نادى البلهوان بصوته القوي "السلام عليكم" ثم تلا قرار المجلس القومي التأسيسي. جاء معنا مصور، وأراد أن يصور اللحظة، ولكن على الفور كسر الملك صمته رافضا الأمر وقال "آه لا، ليس هذا!". لم نرغب في رفض رغباته أو إذلاله أكثر. ثم قام البلهوان بإيماءة التحية بيده، وكرر "السلام عليكم" بصوته الجريء. مع انسحابنا، تقدم مدير الأمن الوطني، إدريس قيقة، قائلا أن الملك المخلوع الأمين بن الحبيب باي سيوضع تحت الإقامة الجبرية بأمر من وزير الداخلية. وأثناء ذلك، عند سماع اسم أبيه، رد الملك قائلاً الله يرحمو (رحمه الله) بصوت عالٍ وهو يغادر الغرفة. لقد انتهى الأمر برمته ولم يستمر حتى ثلاث دقائق | مملكة تونس |
| — كواليس خلع الباي عن أحمد المستيري | |            |

واعتقل الباي مع زوجته للا جنينة، ليوضعوا مع عائلته تحت الإقامة الجبرية في القصر الهاشمي بمنوبة. في أكتوبر 1958، تم نقل الباي وزوجته إلى منزل في ضاحية سكرة، ولم يُطلق سراحه إلا عام 1960، للانتقال للعيش بحرية في شقة في لافيات، مع نجله الأمير صلاح الدين، حتى وفاته في 30 سبتمبر 1962.

## بايات مملكة تونس
| الإسم           | الصورة | فترة الحياة   | فترة الحياة                   | فترة الحكم   | فترة الحكم    | ملاحطات             | العائلة          |
| الإسم           | الصورة | الميلاد       | الوفاة                        | بداية العهدة | نهاية العهدة  | ملاحطات             | العائلة          |
| --------------- | ------ | ------------- | ----------------------------- | ------------ | ------------- | ------------------- | ---------------- |
| محمد الأمين باي |        | 4 سبتمبر 1881 | 30 سبتمبر 1962 (العمر 81 سنة) | 20 مارس 1956 | 25 يوليو 1957 | إبن محمد الحبيب باي | العائلة الحسينية |